# Synagoge (Dolní Kounice)
Koordinaten: 49° 4′ 11,2″ N, 16° 27′ 48,6″ O

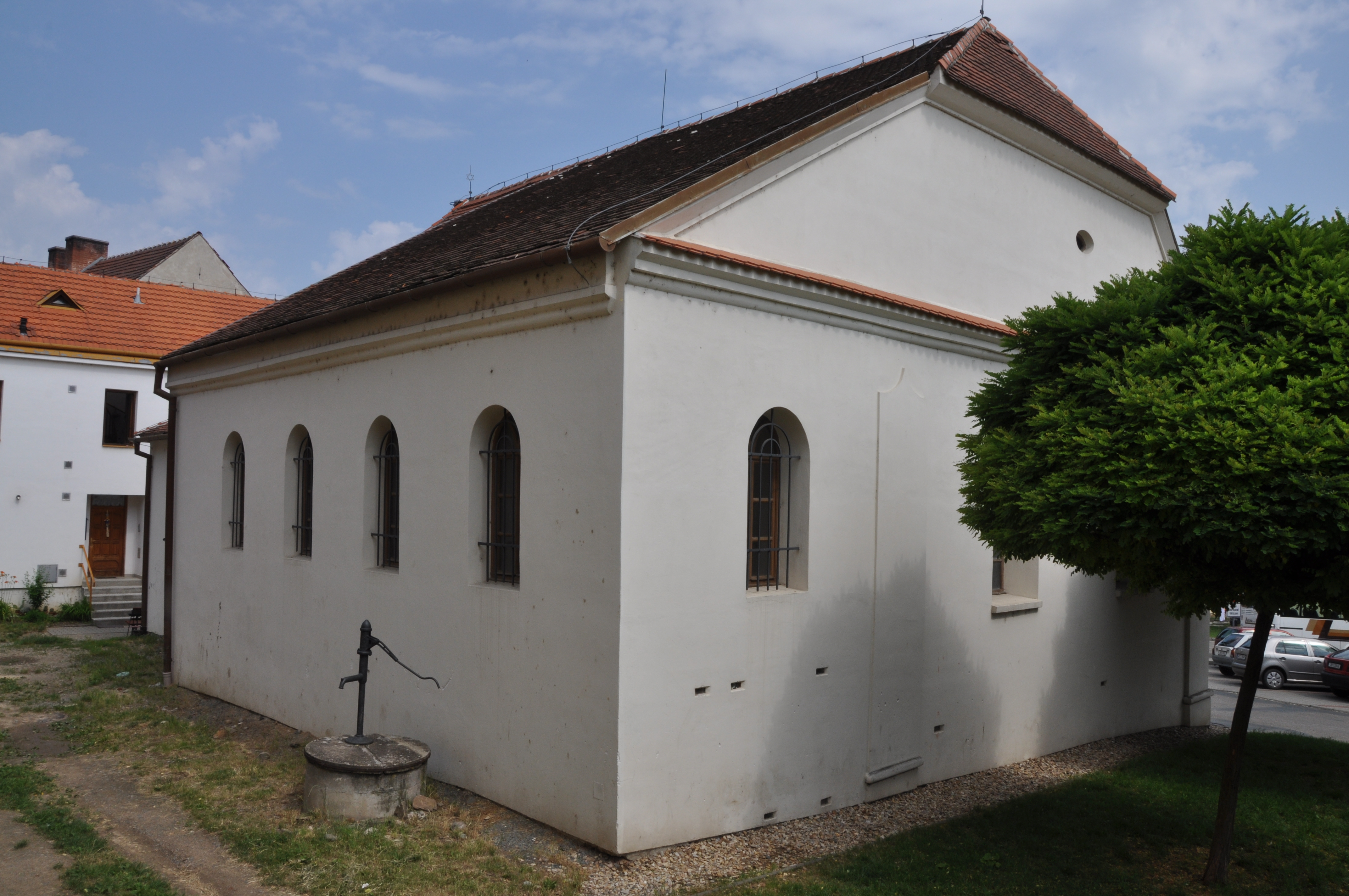
Synagoge in Dolní Kounice

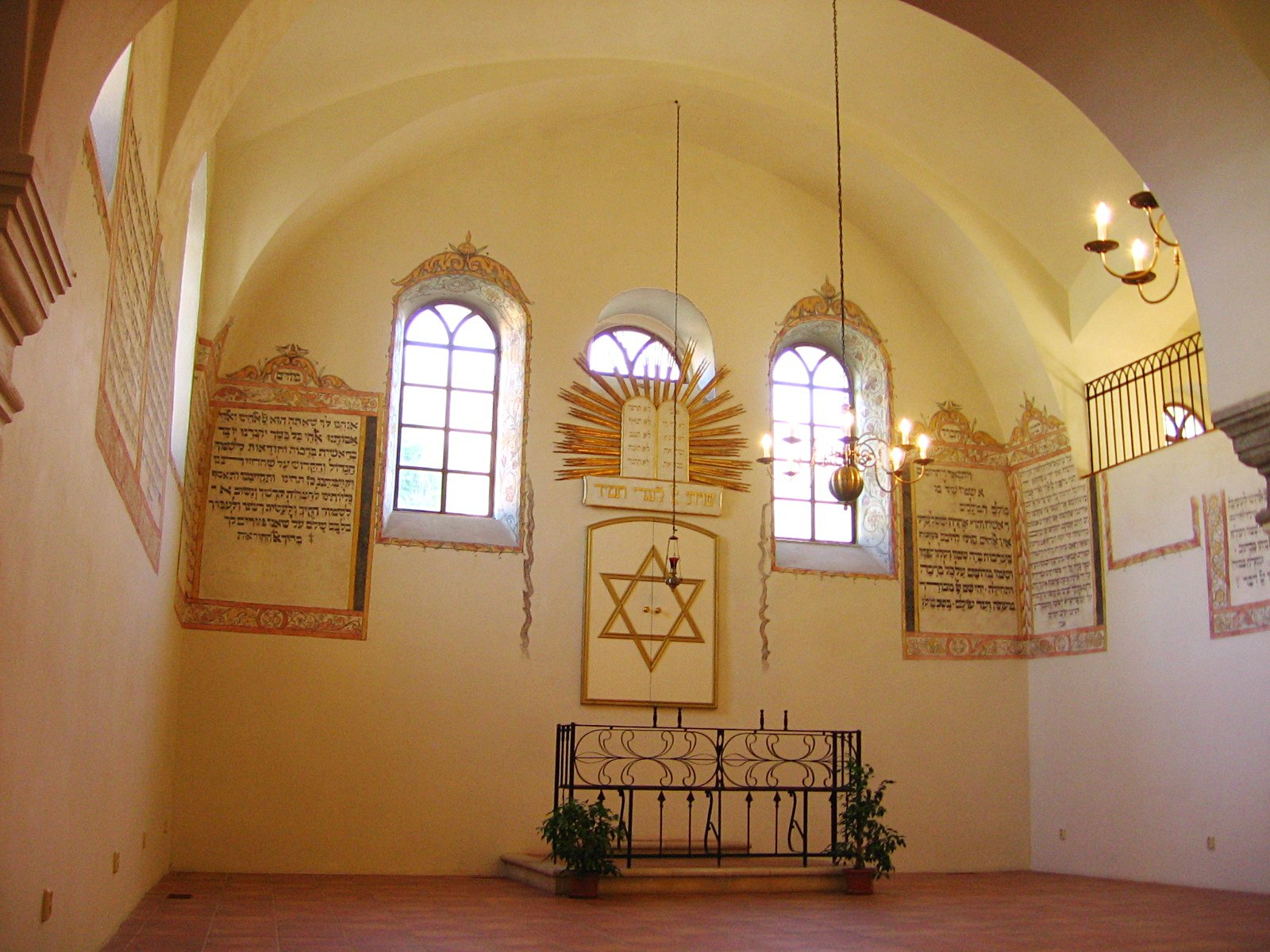
Innenansicht

Die Synagoge in Dolní Kounice (deutsch Kanitz), einer Stadt im Okres Brno-venkov in Tschechien, wurde 1652 errichtet. Die profanierte Synagoge ist seit 2008 ein geschütztes Kulturdenkmal.

## Geschichte
Die alte Synagoge in Dolní Kounice, in der Nähe des alten jüdischen Friedhofs, wurde im Dreißigjährigen Krieg 1645 durch schwedische Truppen zerstört. Wenige Jahre später richtete die jüdische Gemeinde im Ghetto eine neue Synagoge ein. Vermutlich wurde ein älterer Betraum umgebaut. Das Portal trägt die Jahreszahl 1652. Im Laufe des 18. Jahrhunderts wurde der Innenraum renoviert und mit floralen Ornamenten und hebräischen Wandinschriften ausgestaltet.
Die Inneneinrichtung der während der deutschen Besatzung 1940/41 geschlossenen Synagoge wurde ins Jüdische Museum nach Prag verbracht.

## Heutige Nutzung
Der im Stil des Frühbarocks errichtete Synagogenbau, der in der Nachkriegszeit als Lagerraum gedient hatte, wurde in den 1990er Jahren restauriert und dient seit 2004 als Kulturhaus.